# Psilotum
 Psilotum es un género de Psilotopsida de porte herbáceo que habita en grietas de rocas, en ocasiones como epífitas en troncos de árboles, en zonas tropicales y subtropicales. Las ramas aéreas de Psilotum son fotosintéticas y presentan un cilindro vascular de tipo actinostela, sus enaciones carecen de tejido vascular.                                                                                                                                                                  Presenta grupos tres esporangios fusionados formando sinangios, distribuidos a lo largo de los tallos, cada sinangio está asociado a un apéndice bifurcado.

## Ubicación taxonómica
Viridiplantae, Embryophyta, Tracheophyta, Euphyllophyta, Monilophyta, Clase Psilotopsida, Orden Psilotales, familia Psilotaceae, género Psilotum.
Sinónimos: "Whisk ferns" (en inglés), nombre con el que a veces también se refieren a toda la familia Psilotaceae, incluyendo a Tmesipteris.

## Clasificación
2 especies: 
- Psilotum complanatum
- Psilotum nudum

Las dos especies en realidad pueden hibridarse entre sí.

## Ecología
Psilotum nudum es tropical y subtropical de la zona de África, América, Asia, Macaronesia y sur de Europa, P. complanatum es encontrada en regiones de Asia, Oceanía, las más altas altitudes las alcanzan en Carolina del Sur para uno y el SO de Japón para el otro.

## Caracteres
Ver caracteres de Psilotaceae.